# Vince Edwards
Vince Edwards, właśc. Vincent Edward Zoine (ur. 9 lipca 1928, Nowy Jork, zm. 11 marca 1996, Los Angeles) – amerykański aktor, reżyser i piosenkarz pochodzenia włoskiego. 

## Wczesne lata
Urodził się w nowojorskim Brooklynie w niezamożnej, robotniczej rodzinie Angeliny Julii i Vincento Zoino, włoskich imigrantów z Benewent. On i jego brat bliźniak, Anthony, byli najmłodszymi z siedmiorga dzieci. 
Początkowo studiował mechanikę lotniczą na East New York High School, którą ukończył w czerwcu 1945. Pracował jako ratownik na Coney Island i pływał w Flatbush Boys Club. Dzięki sukcesom w pływaniu otrzymał stypendium sportowe Uniwersytetu Stanowego Ohio. Po dwóch latach studiów przeniósł się na Uniwersytet Hawajski, gdzie miał przygotowywać się do udziału w igrzyskach olimpijskich, jednak już wtedy coraz bardziej pociągało go aktorstwo. Studiował je na prestiżowej American Academy of Dramatic Arts w Nowym Jorku. Podczas studiów zajmował się produkcjami teatralnymi, a jego kolegami z roku byli: Anne Bancroft, John Cassavetes i Grace Kelly.

## Kariera
W 1947 debiutował na Broadwayu jako chórzysta w komedii muzycznej High Button Shoes. W tym samym roku trafił na ekran w epizodycznej roli policjanta pobierającego opłatę za przejazd na autostradzie (nie został wymieniony w napisach) w dreszczowcu noir Mroczne przejście (1947) u boku Humphreya Bogarta i Lauren Bacall. W 1950 podpisał kontrakt z wytwórnią Paramount Pictures, a w 1951 pod pseudonimem Vincent Edwards (w następnych filmach już jako Vince Edwards) zagrał pierwszą, poważniejszą rolę w filmie. Był to Mister Universe. Rok później Kurt Neumann powierzył mu główną rolę w filmie przygodowym Hiawatha. Pomimo że później jeszcze kilkakrotnie grywał główne role lub pojawiał się w głośnych i kasowych filmach, aż do początku lat 60. pozostawał stosunkowo mało znanym aktorem.

### Ben Casey
Popularność i sławę Edwardsowi przyniósł dopiero występ w głównej roli chirurga dra Caseya w serialu medycznym pt. Ben Casey. Emitowany w latach 1961–1966 przez ABC film przyniósł aktorowi nominację do nagrody Emmy oraz sporą popularność, porównywalną do kreacji Richarda Chamberlainea z konkurencyjnego Dr. Kildare'a nadawanego w tym samym czasie przez NBC. Edwards stworzył w tym serialu postać przystojnego idealisty o trudnym charakterze ale o dobrym sercu, zawsze gotowego walczyć z konformizmem medycznego establishmentu. Po latach pisano, że swoją rolą wyznaczył standardy dla wielu innych podobnych kreacji w późniejszych serialach medycznych na świecie. „Był George’em Clooneyem tamtych dni” – powiedział po jego śmierci jego agent T.J. Castronovo, porównując kreację Edwardsa do postaci dra Rossa z serialu Ostry dyżur.
Występ w serialu spowodował jednak, że aktor porzucił na kilka lat występy na dużym ekranie. Do ról filmowych powrócił po zakończeniu emisji Ben Casey pod koniec dekady filmem Brygada diabła z 1968. Były to szczytowe lata jego kariery aktorskiej, a popularności jaką przyniosła mu rola dra Caseya nigdy później już nie odzyskał. Zaowocowała ona również piosenkarskim epizodem w jego karierze – w 1962 roku ukazał się longplay (Vincent Edwards Sings), na którym Edwards zaśpiewał kilkanaście popularnych szlagierów z lat 40. i 50..
W latach 70. grywał rzadko, głównie w nisko budżetowych produkcjach. W latach 80. ponownie zaczął pojawiać się w serialach TV, min. w pilotażowym odcinku serialu Nieustraszony (1982). Jego role z tego okresu to głównie podrzędne horrory i filmy s-f. W 1988 roku, po latach powrócił do roli dr. Caseya w filmie telewizyjnym The Return of Ben Casey. Jego ostatnim filmem był horror Strach z 1995 roku.
W ciągu 38 lat swojej aktorskiej kariery wystąpił w ponad 40 filmach i blisko 30 serialach telewizyjnych. Kilka z nich, m.in. swój najsłynniejszy serial TV Ben Casey, współreżyserował. Partnerował tak znanym gwiazdom jak: Humphrey Bogart, Lauren Bacall, Telly Savalas, George Clooney, Chevy Chase, Sigourney Weaver, David Hasselhoff, George Lazenby, Chuck Connors, William Holden, Cliff Robertson, Tony Curtis, Henry Fonda, Alfred Hitchcock, Joanne Woodward, Sterling Hayden, Robert Taylor, Dean Martin, u tak znanych reżyserów jak: Delmer Daves, William Friedkin, Stanley Kubrick, Andrew V. McLaglen, Delbert Mann, Anthony Mann i in.

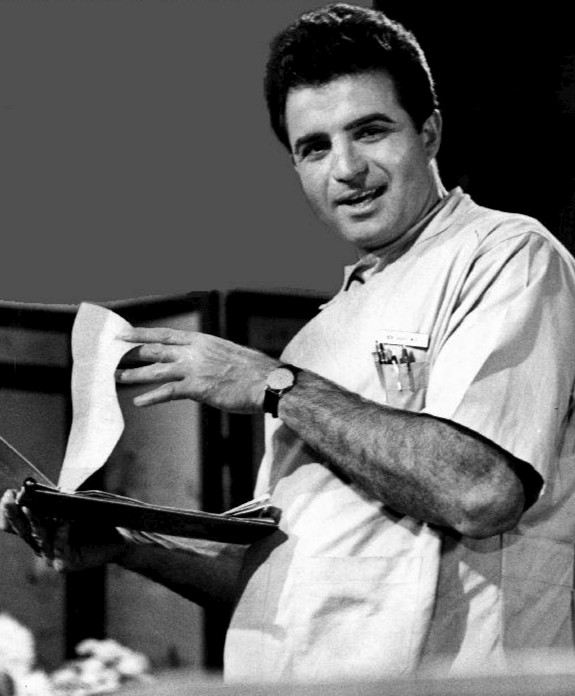
W swojej życiowej roli dra Caseya w serialu Ben Casey (1961-1966)

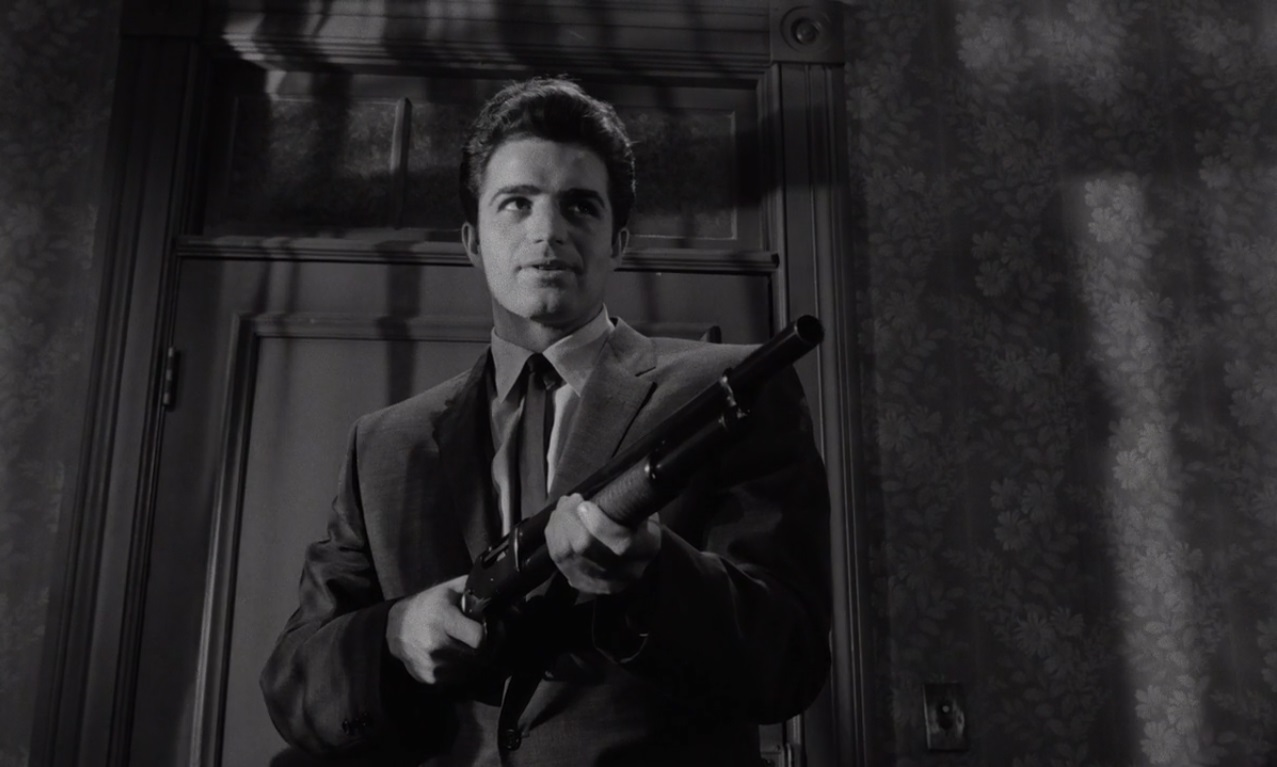
Jako Val Cannon w Zabójstwo Stanleya Kubricka (1956)

## Życie osobiste
Vince Edwards był czterokrotnie żonaty. Pierwszy związek małżeński zawarł w 1965 roku z Kathy Kersh, z którą się rozwiódł w tym samym roku. Ze związku tego miał córkę Nicol. Drugą jego żoną była Linda Foster, którą poślubił w 1967. Związek ten przetrwał do 1972 i również zakończył się rozwodem. Jego owocem było dwoje dzieci (córki: Angela i Devera). Trzecią żoną Edwardsa była Cassandra Edwards, poślubiona w 1980 roku. Związek ten również zakończył się rozwodem. Ostatnią żoną aktora była Janet Friedman, którą poślubił w listopadzie 1994 roku i, z którą pozostawał w związku aż do swojej śmierci (1996).

### Śmierć
Wkrótce po zakończeniu zdjęć do Strachu u aktora zdiagnozowano raka trzustki. Zmarł rok później po 11 dniach hospitalizacji w szpitalu University of California Medical Center w Los Angeles w wieku 67 lat. Został pochowany na cmentarzu rzymskokatolickim Holy Cross Cemetery w Culver City w Kalifornii.

## Filmografia
- 1995 – Strach (wuj Pete)
- 1988 – The Return of Ben Casey (dr Ben Casey)
- 1987 – Powrót do upiornej szkoły (Richard Birnbaum)
- 1987 – Parszywa dwunastka 3: Zabójcza misja (sierż. Holt)
- 1983 – Układ stulecia (Frank Stryker)
- 1982 – Nieustraszony (Fred Wilson)
- 1982 – Uwiedzenie (Maxwell)
- 1989 – Napisała: Morderstwo (Harry Dial)
- 1978 – Wiwczór w Bizancjum (Bret Easton)
- 1968 – Diabelska brygada (mjr Bricker)
- 1963 – Zwycięzcy (Baker)
- 1961-1966 – Ben Casey (dr Ben Casey)
- 1961 – Spóźniony blues (Tommy)
- 1959 – Miasto strachu (Vince Ryker)
- 1957 – Alfred Hitchcock Przedstawia (Tex)
- 1957 – Trzy oblicza Ewy (sierżant)
- 1956 – Zabójstwo (Val Cannon)
- 1954 – Rogue Cop (Joey Langley)
- 1952 – Hiawatha (Hiawatha)
- 1951 – Mr. Universe (Tommy Tomkins)
- 1947 – Mroczne przejście (mundurowy pobierający opłatę za przejazd na autostradzie)